# 사다 하쿠보
사다 하쿠보(일본어: 佐田白茅, 1833년 1월 30일 ~ 1907년 10월 4일)는 메이지 시대 초기의 외교관이다. 초기에는 조선과의 국교 교섭에 관여하고, 후에 정한론을 주창한 인물로 알려지고 있다.

## 생애
통칭은 소이치로(素一郎)이며, '하쿠보'는 호이다. 원래 구루메번의 번사로 존양파로 활동했다. 메이지 유신 후인 1869년(메이지 2년), '조선교제사의(朝鮮交際私議)'를 태정관에게 건백하고, 동년 11월 외무성 판임으로 출사하게 되었다.
1870년(메이지 3년) 3월, 모리야마 시게루와 함께 부산의 초량왜관으로 파견되고, 서계(書契) 문제로 뒤얽혀 있던 조선과의 국교수립의 예비교섭을 진행했다. 이 과정에서 조선 측의 태도에 격분한 사다는, 동년 4월에 귀국 후 정부에 정한을 주장하는 보고서를 제출했다. 그러나 그들의 보고서를 받아들인 외무성이 태정관에게 제출한 '대조선 정책 3개조(対朝鮮政策三箇条)'에서는 '단교 상태'ㆍ'국사 파견'ㆍ'대청조약 선행'의 3개의 선택지가 제시되어 있었다. 정부는 결국 제2안ㆍ제3안의 절충책을 채택하고, 같은 해 말 외무 곤노쇼죠(権少丞) 요시오카 고키를 부산에 파견하여 정식으로 국교수립 교섭을 진행시켰다. 이와 함께, 다음해인 1871년(메이지 4년) 9월에는 조선의 종주국이라 여겼던 청과의 사이에서 청일수호조규 및 통상장정(通商章程)을 조인했다.
귀국 후의 사다는 외무 다이로쿠(大録)에 임명되었지만, 1871년(메이지 4년) 8월, 사이고 다카모리 등의 정한파에 동조하여 관직을 버리고 귀향했다. 그 후는 저술 활동을 하며 한가로이 지냈다.

## 저서
- 《정한평론(征韓評論)》(1875년)
- 《정한론의 구몽담(征韓論の旧夢談)》(1903년)

모두 《메이지 문화 전집》제22권(잡사편雑史篇)에 수록되어 있다.